# Classifica avulsa
La classifica avulsa (da avulso = «distaccato», «separato») è un metodo di determinazione di punteggio utilizzato in competizioni per sport di squadra che assegnino titoli (o il diritto di accesso a fasi avanzate della competizione) tramite una classifica finale, nel caso in cui due o più squadre totalizzino, al termine della competizione, un pari numero di punti.
Con tale metodo si stila una classifica separata, sulla base di risultati e punti conseguiti nei confronti diretti (ovvero tra le squadre interessate): il piazzamento finale ricalca, così, l'ordine emerso dalla classifica avulsa.
Essa si differenzia dallo spareggio in quanto quest'ultimo serve a risolvere situazioni di parità in classifica senza riguardo ad altri parametri (quali per esempio, ma non esaustivamente, il numero di punti, di mete, o di goal realizzati, o la differenza tra quelli fatti e quelli subiti).

## Esempi nello sport italiano
Nel campionato italiano di calcio la classifica avulsa è il criterio prioritario previsto dal regolamento di attività sportiva per risolvere situazioni di parità nella classifica finale.
In precedenza essa era usata solamente in caso di tre o più squadre giunte a pari punteggio per determinare le due che avrebbero disputato lo spareggio.
In serie C la classifica avulsa fu introdotta, insieme ai play-off e ai play-out, nella stagione di serie C 1993-94.
Nel rugby a 15 la classifica avulsa è utilizzata per stabilire promozioni e retrocessioni in quei campionati che prevedano la presenza di squadre che non possono essere soggette a passaggi di categoria, quali per esempio le formazioni cadette di società le cui prime squadre militano nelle serie superiori: per evitare che i risultati conseguiti contro di esse falsino l'andamento della classifica, infatti, questi vengono espunti ai fini dell'assegnazione dei titoli, e la classifica generale è una classifica avulsa che tiene conto solo dei risultati delle squadre non pruomovibili né relegabili.
Un altro ricorso alla classifica avulsa si ha, per esempio, al momento di stabilire l'ordine dei campi in cui si dovranno disputare i play-off al termine di una stagione regolare: la classifica avulsa tra le squadre classificate ai play-off stabilisce quali sono le squadre che disputeranno le eliminatorie in casa oppure, se in gara doppia, quale sarà l'ordine delle sedi in cui si dovranno disputare.